# 吉田菊次郎
吉田 菊次郎（よしだ きくじろう、1944年9月24日 - ）は、日本のパティシエ、ブールミッシュ創業者。俳人としては吉田南舟子と名乗る。東京都出身。

## 経歴
両親とも菓子店の出身であったが、大学生のときに父の事業が倒産する。明治大学商学部卒業。ヨーロッパに渡り、フランスやスイスで菓子製造の修業をする。1973年3月、29歳で渋谷・区役所通り（後の渋谷公園通り）にブールミッシュを創業。1982年12月15日、株式会社ブールミッシュを設立。
1995年10月から1997年9月まで、CBCテレビ「キユーピー3分クッキング」に、土曜日のお菓子の講師として2年間出演。2001年1月から2004年9月まで、同番組に土曜日のお菓子の講師として再登場し、3年8ヶ月間出演した。
2004年7月、本店を銀座に出す。同年、フランス政府より農事功労章 (Ordre du Mérite agricole) シュヴァリエを贈られる。また「チョコレート菓子を始め、あめ細工、工芸菓子等の製造技能に卓越している」などとして現代の名工に選ばれる。2005年、秋の園遊会に招待される。
2007年、日本食生活文化賞金賞を受賞。同年7月、吉田南舟子として初の句集『父の後ろ姿』を刊行。同年10月、ブールミッシュ製菓アカデミーを設立。
2012年、大手前大学総合文化学部客員教授。
パティシエ以外に公職として、2005年厚生労働省「若者の人間力を高めるための国民会議」委員、2011年厚生労働省「職場のいじめ、嫌がらせ問題に関する円卓会議」委員を歴任した。

## 主な著書
- 吉田菊次郎『あめ細工 製菓技術教本』柴田書店、1976年、131頁。
- 吉田菊次郎『チョコレート菓子 製菓技術教本』柴田書店、1977年、134頁。ISBN 978-4388056125。
- 吉田菊次郎『パティスリー 製菓技術教本』柴田書店、1980年、231頁。ISBN 978-4388055753。
- 吉田菊次郎『洋菓子の工芸技法 製菓技術教本』柴田書店、1982年、237頁。ISBN 978-4388057184。
- 吉田菊次郎『フランス菓子のおいしさの秘密』草思社、1987年、222頁。ISBN 978-4794202895。
- 吉田菊次郎『洋菓子事典』主婦の友社、1991年、393頁。ISBN 978-4079334242。
- 吉田菊次郎『作って贈るチョコレート』中央公論社〈中公文庫ビジュアル版〉、1995年、157頁。ISBN 978-4122022324。
- 吉田菊次郎『ヨーロッパお菓子漫遊記』時事通信出版局、1996年、243頁。ISBN 978-4788796263。
- 吉田菊次郎『万国お菓子物語』晶文社、1998年4月1日、220頁。ISBN 978-4794963482。
- 吉田菊次郎『お菓子を彩る ― 果実・ナッツ・野菜の話』晶文社、1999年、191頁。ISBN 978-4794964274。
- 吉田菊次郎『デパートB1物語』平凡社〈平凡社新書〉、1999年、220頁。ISBN 978-4582850093。
- 吉田菊次郎『洋菓子はじめて物語』平凡社〈平凡社新書〉、2001年、222頁。ISBN 978-4582851212。
- 吉田菊次郎『お菓子名人、100の抽き出し』平凡社、2002年、230頁。ISBN 978-4582831269。
- 吉田菊次郎『吉田菊次郎のお菓子に逢いたい―ヨーロッパお菓子漫遊記』時事通信出版局、2004年、214頁。ISBN 978-4788704763。
- 吉田菊次郎『お菓子な歳時記』時事通信出版局、2004年、228頁。ISBN 978-4788704510。
- 吉田菊次郎『ヨーロッパスイーツ街道―お菓子の宝庫を巡る』時事通信出版局、2006年、127頁。ISBN 978-4788706705。
- 吉田菊次郎『六カ国製菓用語対訳辞典(日仏英独伊西)』イマージュ、2006年、465頁。ISBN 978-4594051051。
- 吉田菊次郎『西洋菓子彷徨始末―洋菓子の日本史 増補改訂版』朝文社、2006年、383頁。ISBN 978-4886951823。
- 吉田菊次郎『お菓子の世界・世界のお菓子』時事通信出版局、2008年、201頁。ISBN 978-4788708525。
- 吉田菊次郎『世界のフェスティバル-スイーツ ― クリムとドリムの冒険』時事通信出版局、2009年12月22日、132頁。ISBN 978-4788710504。
- 吉田菊次郎『映画の中のお菓子たち』時事通信出版局、2010年、127頁。ISBN 978-4788710733。
- 吉田菊次郎『西洋菓子　日本のあゆみ』朝文社、2012年、428頁。ISBN 978-4886952486。

- 吉田南舟子『父の後ろ姿 十七文字の達人たちと』時事通信出版局、2007年、193頁。ISBN 978-4788707658。